# Tercera División Provincial de Fútbol de Lima 1951
La Tercera División Provincial de Lima fue restaurada en el año 1951. En ella participó los clubes limeños que descendieron de la  segunda división y aquellos  equipos que se mantuvieron en la tercera división de la Liga Regional de Lima y Callao de 1950. 

## Historia
El campeonato fue la categoría inferior a la Segunda División División Provincial. En el año de 1951, se vuelve a reanudar la Tercera  División Provincial de Lima. Después que fue disuelta todas las divisiones de la Liga Regional de Lima y Callao, los equipos limeños que descendieron de la  segunda división y aquellos aquellos equipos que se mantuvieron en la tercera división regional.
Se mantuvo la estructura de la liga dividida en cinco series con 12 equipos en cada una. Los campeones de serie participaban en una liguilla final para lograr el ascenso a la categoría superior. En el presente torneo se brindó dos cupos a la Segunda División División Provincial. Finalmente, los últimos equipos de cada serie pierden la categoría y quedan desafiliados por un año.
Los equipos Mariscal Castilla y Atlético Peruano logran el título y subcampeonato respectivamente.

## Equipos participantes

### Serie 1 (12 equipos)
- Silver Boys
- Defensor Guido
- Atlético Córdoba
- Atlético Banfield
- Independiente Chosica
- Atlético Perú
- Sport San Jacinto
- Otros equipos

### Serie 2 (12 equipos)
- Defensor Breña
- Agricultor de Surco
- Sport Santa Beatriz
- Fraternal Barranco
- Lima F.B.C
- Sportivo Parinacochas
- América Star
- Otros equipos

### Serie 3 (12 equipos)
- Roberto Acevedo
- Sportivo Huáscar
- Sport José Gálvez
- Independencia Miraflores
- Centro Tarapacá
- Almagro Barranco
- Sport Rada y Gamio
- Otros equipos

### Serie 4 (12 equipos)
- Mariscal Castilla
- Juventud Manco Cápac
- Eleven Boys Association
- Buenos Aires Miraflores
- Victoria F.B.C.
- Asociación Deportiva Tarapacá
- Alianza Miraflores
- Otros equipos

### Serie 5 (12 equipos)
- Atlético Peruano
- Defensor Arica N°2
- Once Amigos Lobatón
- Nueve de Diciembre
- Bolognesi Barranco
- Ricardo Treneman Lima
- Sportivo Ostolaza
- Otros equipos

## Nota
- A partir del año 1954, los campeones de la Primera División Provincial del Callao, no ascendía directamente a la Segunda División profesional. Si no a través, de la Liguilla de Ascenso a Segunda División.
- La División Intermedia de Lima, no fue restaurada después de la desaparición de la Liga Regional de Lima y Callao.